# One (Always Hardcore)
One (Always Hardcore) (Jedna (Vždycky tvrdě)) je píseň německé skupiny Scooter z alba Mind The Gap z roku 2004. Jako singl vyšla píseň v roce 2004. Singl obsahuje také videoklip a byl vydán také jako web-release.

## Seznam skladeb
1. One (Always Hardcore) (Radio Edit) - (3:49)
2. One (Always Hardcore) (Club Mix) - (7:13)
3. One (Always Hardcore) (Extended) - (5:27)
4. Circle Of Light - (4:16)

## Seznam skladeb (Web-release)
1. One (Always Hardcore) (Single Edit) - (3:53)
2. One (Always Hardcore) (Club Mix) - (7:16)
3. One (Always Hardcore) (Extended Mix) - (5:28)

## Umístění ve světě
| Hitparáda | Umístění |
| --------- | -------- |
| Švýcarsko | 30       |
| Rakousko  | 5        |
| Finsko    | 9        |
| Švédsko   | 60       |